# 森下晶
森下 晶（もりした あきら、1922年6月17日 - 1990年10月11日）は、日本の地質学者。

## 略歴
東京生まれ、台北育ち。1946年台北帝国大学理学部地質学科卒、その後引き揚げ、1947年京都帝国大学理学部副手、助手を経て、1958年名古屋大学理学部講師となり、助教授、教授、1986年定年退官、名誉教授、大阪商業大学教授を務めた。1960年「日本第三紀海膽の研究 特にその層序学的価値について」で京大理学博士。

## 著書
- 『富士山 その生成と自然の謎』1974 講談社現代新書
- 『日本列島のおいたち』日本放送出版協会(NHKブックスジュニア 1975
- 『化石からさぐる日本列島の歴史 過去からのメッセージを読む』講談社(ブルーバックス) 1978
- 『地史探訪 フォッサマグナの周辺』日本放送出版協会 1979

### 共編著
- 『日本地方地質誌 [4]中部地方』槙山次郎,糸魚川淳二共著 朝倉書店 1975
- 『日本標準化石図譜』編 朝倉書店 1977
- 『大学教養地球科学入門』編 朝倉書店 1982
- 『図説古生態学』糸魚川淳二共著 朝倉書店 1986